# Spathiulus leptus
Spathiulus leptus är en mångfotingart som beskrevs av Chamberlin 1940. Spathiulus leptus ingår i släktet Spathiulus och familjen Parajulidae. Inga underarter finns listade i Catalogue of Life.